# De viris illustribus (Nepos)
De viris illustribus (lat. „Über berühmte Männer“) ist ein über 16 Bände umfassendes Werk des römischen Historikers und Schriftstellers Cornelius Nepos. Erhalten ist lediglich eine Porträtsammlung von 23 Feldherren der Antike und die Darstellung der Römer Cato und Titus Pomponius Atticus.

## Entstehung
Nepos verfasste auf Atticus’ Anregung im Jahre 35 v. Chr. eine Beschreibung des römischen Staatsmannes Cato. Nach dem Tod des Freundes entnahm er aus dem umfangreichen De vita et moribus M. Catonis die Kurzdarstellungen griechischer und römischer Politiker. Die zweite Auflage wurde um die Viten der karthagischen Feldherren ergänzt.

## Inhalt

### Vorwort
Nepos kündigt Atticus an, dass seine Darstellung provozieren werde, da er die Sitten der Griechen den Römern gegenüberstellen werde. Er weist darauf hin, dass nicht alle Menschen denselben Sitten folgen, da die Beurteilung derselben von der Haltung der Ahnen abhänge. So gelte den Griechen der Tanz, Sport, die Ehe zwischen Blutsverwandten, das Halten von Liebhabern durch junge Männer und die Schauspielerei nicht als schändlich. Dagegen sei die Rolle der römischen Frau, welche sich in der Öffentlichkeit aufhält, den Griechen fremd.
Laut Maurizio Bettini handelt es sich hierbei um einen traditionalistischen Relativismus.

### Vorgestellte Persönlichkeiten
Auf Miltiades folgen Themistokles, Aristeides, Pausanias, Kimon, Lysander, Alkibiades, Thrasybulos, Konon, Dion, Iphikrates, Chabrias, Timotheos, Datames, Epaminondas, Pelopidas, Agesilaos, Eumenes, Phokion, Timoleon, Könige, Hamilkar, Hannibal, M. Porcius Cato und Titus Pomponius Atticus.

## Stil
Der scheinbar ohne jeden schriftstellerischen Ehrgeiz verfasste Text rief einander widersprechende Urteile hervor. Der Philologe Gottfried Bernhardy bemerkt einen „natürlichen, fast lässigen Stil“ und vermisst einen sorgfältigen Satzbau. Das Vokabular stamme aus der Umgangssprache der römischen Oberschicht (sermo familiaris). Michael von Albrecht räumt ein, dass Nepos’ mangelnde Sorgfalt den Gebrauch umgangssprachlicher Wörter ebenso möglich machte wie einige überkommene Konstruktionen. Obwohl die rhetorische Gestaltung des Textes geringer ausfalle als bei seinem Zeitgenossen Cicero, lasse sich die Erzählkunst beider Autoren vergleichen.
Nepos’ De viris illustribus wurde früh Schulstoff für den Lateinunterricht.

### Kritische Ausgaben
- Cornelius Nepos: De viris illustribus. Herausgegeben von Carl Nipperdey und Kurt Witte. 13. Auflage. Weidmann, Dublin 1967.
- Cornelius Nepos: Cornelii nepotis vitae cum fragmentis. Herausgegeben von Peter K. Marshall. Teubner, Stuttgart und Leipzig 1991.
- Cornelius Nepos: Berühmte Männer. De viris illustribus. Lateinisch-deutsch. Herausgegeben und übersetzt von Michaela Pfeiffer. (Sammlung Tusculum). Artemis & Winkler, Düsseldorf 2006, ISBN 978-3-7608-1734-7.

### Textausgaben
- Cornelius Nepos: De viris illustribus. Biographien berühmter Männer. Lateinisch-deutsch. Herausgegeben und übersetzt von Peter Krafft und Felicitas Olef-Krafft. Durchgesehene, bibliografisch ergänzte Ausgabe. Reclam, Stuttgart 2006, ISBN 978-3-15-000995-6.
- Cornelius Nepos: Berühmte Männer. Herausgegeben von Friedrich Maier. Buchner, Bamberg 2004, ISBN 3-7661-5969-0.

### Online-Ausgaben
(Auswahl)
- Cornelius Nepos: Liber de excellentibus ducibus exterarum gentium – Buch von den ausgezeichneten Heerführern. Text lateinisch/deutsch. (Online auf Gottwein.de, Übersetzung nach Johannes Siebelis, Bearbeitung Egon Gottwein. Mit Bibliografie).

- Cornelius Nepos Oder Aemilius Probus / Von dem Leben und Thaten vortrefflicher Helden/ gedolmetschet Durch Den Vollziehenden/ Der Hochlöblichen Fruchtbringenden Gesellschafft Mitglied. Cassel 1658. Übersetzung: Johann Dietrich von Kunowitz (1624–1700) (Online, HAB Wolfenbüttel).

### Monografien
- Sabine Anselm: Struktur und Transparenz eine literaturwissenschaftliche Analyse der Feldherrnviten des Cornelius Nepos. Steiner, Stuttgart 2004, ISBN 3-515-08478-9.
- Gabriele Bockisch Cornelius Nepos attische Staatsmänner aus römischer Sicht – Themistokles, Alkibiades, Thrasybul. Buchner, Bamberg 2006, ISBN 978-3-7661-5456-9.
- James R. Bradley: The sources of Cornelius Nepos. Selectet Lives. Garland, New York 1991.
- Bernhard Lupus: Der Sprachgebrauch des Cornelius Nepos. Weidmannsche Buchhandlung, Berlin 1876.

### Aufsätze
- Joseph Geiger: Cornelius Nepos and ancient political biography. In: Historia-Einzelschriften. Bd. 47. Steiner, Stuttgart 1985.
- László Havas: Geschichtsphilosophische Interpretationsmöglichkeiten bei Cornelius Nepos. In: Klio. Bd. 67. Akademie-Verlag, Berlin 1985, S. 502–506.
- Peter K. Marshall: The  manuscript tradition of Cornelius Nepos. In: Bulletin of the Institute of Classical Studies. Bd. 37. Institute of Classical Studies, London 1977.
- Helmut Rahn: Die Atticus-Biographie und die Frage der zweiten Auflage der Biographiensammlung des Cornelius Nepos. In: Hermes. Bd. 85. Franz Steiner Verlag, Berlin 1957, S. 205–215.
- Jochen Sauer: Werte und soziale Rollen in der Atticus-Vita des Cornelius Nepos. In: Andreas Haltenhoff (Hrsg.): Römische Werte und römische Literatur im frühen Prinzipat. Beiträge zur Altertumskunde. Bd. 275. Gruyter, Berlin 2011, S. 113–145.
- Otto Schönberger: Cornelius Nepos von einem herrschenden Vorurteil befreit. In: Hermes. Bd. 96. Franz Steiner Verlag, Berlin 1968, S. 508–509.